# Mitochondrialer Dicarboxylat-Carrier
Der Mitochondriale Dicarboxylat-Carrier (DIC) (Gen: SLC25A10) ist dasjenige Protein, das den Austausch unter anderem von Malat mit Anionen durch die innere Zellmembran von Mitochondrien ermöglicht. Es ist für den Zufluss von Malat in die Mitochondrien verantwortlich und damit unentbehrlich für den Energiestoffwechsel in Eukaryoten. Beim Menschen wird DIC besonders stark in Leber und Nieren exprimiert.
Der katalysierte Membrantransport ist:
Dicarboxylat (außen) + Anion (innen)  {\displaystyle \rightleftharpoons }  Dicarboxylat (innen) + Anion (außen)
Es handelt sich also um einen Antiport. Möglich als Dicarboxylat sind Malat, Malonat und Succinat, während als Anion Phosphat, Sulfat, Sulfit oder Thiosulfat fungieren können.